# Îles Yap
Pour les articles homonymes, voir Yap.
Ne doit pas être confondu avec Yap (île).
Les îles Yap, en yap Wa′ab ou Waqab, sont situées dans l'ouest des îles Carolines, dans la mer des Philippines. Elles forment l'archipel principal de l'État de Yap, situé dans les États fédérés de Micronésie. Elles sont divisées en sept municipalités. Colonia est la capitale de l'archipel et de l'État de Yap. Les habitants parlent l'anglais et le yap. Le district électoral des îles Yap élit six sénateurs à l'assemblée législative de l'État de Yap. L'archipel compte 7 371 habitants en 2010 soit près de 65 % de la population de l'État de Yap.

## Géographie

### Topographie
L'archipel de Yap est formé de quatre îles principales très proches les unes des autres : Yap, en anglais Yap Proper, qui se dit Marbaaq en yap (56,15 km2), et qui est de loin la plus grande, Gagil-Tamil  séparée de la principale par un chenal construit en 1901 (28,82 km2), Maap (10,64 km2) et Rumung (4,30 km2). 
Parmi les nombreuses petites îles qui les entourent et qui sont rattachées aux différentes municipalité de l'archipel, les plus notables sont : Bileegiliy (Rull), Biy (Tamil), Dilmeet (Map), Fangaamat (Rull), Garim (Giliman), Mitheathow (Gagil), Paakeal (Tamil), Qaelik (Giliman) (rocher), Ruunguch (Map), Taraang (Tamil). Elles totalisent 0,24 km2 de terres émergées.
Les quatre îles principales sont contiguës et entourées par un même récif de corail délimitant un lagon de 26 km2. Elles sont d'origine volcanique, apparues lors d'un soulèvement de la plaque philippine et ne doivent donc pas être confondues avec un atoll. Le terrain en pente douce s'élève à 169 mètres avec le mont Tabiwol sur l'île de Yap.

### Faune et flore
Le climat tropical des îles Yap est favorable à la croissance d'une végétation dense composée de palmiers, cocotiers, arbres à pain et fougères arborescentes. Il s'y rencontre également des acajous, des bambous et le Pandanus. Les côtes sont principalement recouvertes d'une mangrove.
L'isolement et l'insularité des îles Yap ont pour conséquence la présence d'un certain nombre d'espèces endémiques à l'archipel. C'est le cas par exemple des araignées aranéomorphes Bavia fedor, Cosmophasis arborea, Cytaea rai, Palpelius trigyrus, Sobasina yapensis, Tangaroa beattyi, de l'orthoptère Macroxiphus globiceratus, du pseudoscorpion Nesidiochernes tumidimanus, des oiseaux Monarque de Yap et Zosterops oleagineus. D'autres espèces animales se rencontrent sur un plus ou moins large espace géographique : le pseudoscorpion Smeringochernes yapensis est connu sur l'atoll d'Ulithi dans l'État de Yap, les araignées Belisana yap, Conothele gressitti, Dysderina insularum, la Salangane des Carolines parmi les oiseaux sont attestés en de nombreux points des îles Carolines.

### Climat
Le climat des îles Yap est tropical humide.
| Mois                              | jan.  | fév.  | mars  | avril | mai   | juin  | jui.  | août  | sep.  | oct.  | nov.  | déc.  | année   |
| --------------------------------- | ----- | ----- | ----- | ----- | ----- | ----- | ----- | ----- | ----- | ----- | ----- | ----- | ------- |
| Température minimale moyenne (°C) | 19    | 19    | 19    | 19    | 18    | 19    | 18    | 19    | 19    | 17    | 18    | 17    | 17      |
| Température moyenne (°C)          | 26,8  | 26,9  | 27,5  | 27,6  | 27,3  | 27,1  | 27,1  | 27,1  | 27,2  | 27,3  | 27,1  | 27,2  | 27,2    |
| Température maximale moyenne (°C) | 33    | 34    | 34    | 35    | 35    | 34    | 34    | 36    | 34    | 34    | 34    | 36    | 36      |
| Ensoleillement (h)                | 210,8 | 211,9 | 251,1 | 255   | 244,9 | 201   | 189,1 | 176,7 | 180   | 170,5 | 192   | 198,4 | 2 481,4 |
| Précipitations (mm)               | 186,2 | 151,9 | 151,4 | 146,3 | 230,1 | 322,3 | 369,3 | 386,1 | 343,2 | 304   | 230,4 | 228,3 | 3 049,5 |
| Humidité relative (%)             | 82    | 81    | 80    | 79    | 81    | 83    | 84    | 84    | 84    | 84    | 83    | 83    | 82,3    |

| Diagramme climatique                                  |           |           |           |           |           |           |           |           |         |           |           |
| J                                                     | F         | M         | A         | M         | J         | J         | A         | S         | O       | N         | D         |
| 3319186,2                                             | 3419151,9 | 3419151,4 | 3519146,3 | 3518230,1 | 3419322,3 | 3418369,3 | 3619386,1 | 3419343,2 | 3417304 | 3418230,4 | 3617228,3 |
| Moyennes : • Temp. maxi et mini °C • Précipitation mm |           |           |           |           |           |           |           |           |         |           |           |

### Démographie
Les îles Yap ont connu un dépeuplement jusqu'au début des années 1950. La population est ensuite repartie à la hausse et semble se stabiliser actuellement.
| 1920         | 1925         | 1930         | 1935         | 1947  | 1958  | 1967  | 1973  |
| ------------ | ------------ | ------------ | ------------ | ----- | ----- | ----- | ----- |
| 5 380 (est.) | 4 655 (est.) | 4 021 (est.) | 3 694 (est.) | 2 617 | 3 243 | 4 023 | 5 142 |

| 1980  | 1987  | 1994  | 2000  | 2010  | - | - | - |
| ----- | ----- | ----- | ----- | ----- | - | - | - |
| 5 196 | 6 589 | 6 919 | 7 391 | 7 371 | - | - | - |

La partie sud de l'archipel avec les municipalités de Gagil, de Tomil, de Weloy et de Rull concentre la majeure partie de la population puisque environ 60 % des habitants en 1958 et 70 % en 2010 y vivent. La superficie de ces municipalités correspond à environ 35 % des terres.
| Municipalité | Nom en yap           | Superficie (km2) | 1958 | 1973  | 1980  | 1987  | 1994  | 2000  | 2010  |
| ------------ | -------------------- | ---------------- | ---- | ----- | ----- | ----- | ----- | ----- | ----- |
| Dalipebinau  | Dalipeebinaew        | 11               | 202  | 169   | 211   | 264   | 544   | 645   | 397   |
| Fanif        | Fanif                | 11               | 356  | 367   | 392   | 456   | 462   | 547   | 509   |
| Gagil        | Gagil, dialecte Ggil | 10               | 400  | 537   | 616   | 710   | 716   | 734   | 863   |
| Gilman       | Gilimaan             | 5                | 143  | 217   | 228   | 183   | 204   | 233   | 252   |
| Kanifay      | Kanifaay             | 10               | 181  | 235   | 225   | 274   | 245   | 275   | 309   |
| Map          | Maap                 | 11               | 300  | 337   | 319   | 517   | 547   | 592   | 621   |
| Rull         | Ruul                 | 10               | 524  | 1 463 | 1 432 | 1 855 | 1 973 | 2 019 | 2 100 |
| Rumung       | Rumung               | 5                | 120  | 129   | 130   | 101   | 143   | 126   | 58    |
| Tomil        | Tamil                | 15               | 503  | 666   | 713   | 842   | 897   | 1 023 | 1 231 |
| Weloy        | Weeloey              | 11               | 514  | 1 020 | 926   | 1 440 | 1 188 | 1 197 | 1 030 |

### Divisions administratives

Carte figurant le découpage administratif en municipalités et villages.

L'archipel de Yap comprend 99 villages et hameaux répartis en dix municipalités rattachées à l'État de Yap :
- Dalipebenau, sur l'île de Yap, au nord de l'aéroport international de Yap. Elle comporte les villages et hameaux de Arinbgel, Binaw, Dalolab, Fedoor, Kanif, Magaf, Tagegin, Yaboch
- Fanif, au nord de l'île de Yap, son chef-lieu est Gilfith. Dix villages ou hameaux sont distingués : Atliw, Ayrech, Gilfith, Gurung, Malway, Rang, Rumuu, Runuw, Wuluu et Yyin
- Gagil, localisée au nord-est de l'île de Gagil-Tomir. Elle comprend les villages ou hameaux de Amun, Binaw, Darchaa, Gachpar, Lebinaw, Leng, Makiy, Mey, Muruu, Muyub, Riken, Teenfar et Wanyam. Le village de Gachpar fut autrefois la capitale du royaume des îles Yap qui a duré du Xe au XVe siècle.
- Gilman, à l'extrême sud de l'île de Yap. Six villages ou hameaux y sont intégrés : Anoth, Gachlaw, Guror, Magchagil, Thabeth et Towoway.
- Kanifay, située au sud de l'île de Yap, entre les municipalités de Gilman, Rull et Dalipebenau. Elle comprend six villages ou hameaux : Faraa, Gal, Malay, Nef, Nel et Tafnith.
- Map, elle s'étend sur l'île du même nom et déborde très légèrement au nord sur l'île de Rumung et au sud sur l'île de Gagil-Tamil. Elle comprend treize villages ou hameaux : Amin, Bechiyal, Chool, Malon, Michew, Numdul, Palaw, Talngith, Toruw, Wacholab, Waloy, Waned et Wurilee.
- Rull, dans le sud de l'île de Yap abrite l'aéroport international de Yap ainsi qu'une très ancienne "Maison des Hommes", aussi appelée faluw en yap. Elle intègre seize villages ou hameaux : Balabat, Benik, Dachngar, Dinay, Dulkam, Gitam, Lamer, Luwech, Madargil, Ngariy, Ngof, Ngolog, Tabinfiy, Worwoo, Wugem, Yinuf.
- Rumung, située sur l'île du même nom, au nord de l'archipel. Elle comprend les villages ou hameaux de Fal, Gaanawn, Mnawn, Mechiol, Riy et Wenfra.
- Tamil ou Tomil, à l'est de l'archipel, occupe la partie sud de l'île de Gagil-Tamil à l'exception du village de Gargey situé sur l'île principale de Yap. La municipalité de Tamil comporte douze villages distinctifs : Aff, Bugol, Daabech, Dechmur, Dilag, Doomchuy, Gargey, Maa, Madlay, Meerur, Teb et Thol. Plusieurs personnalités politiques de Yap sont issues de cette municipalité : les anciens gouverneurs Vincent Figir et Robert Ruecho, le juge en chef Cyprien Manmaw, le sénateur et président de la Chambre, Charles Chieng.
- Weloy, située au centre de l'île de Yap, abrite la capitale de l'archipel et de l'État de Yap. Elle comprend les villages et hameaux de Adubwee, Dugor, Kaday, Keng, Maa, Mabuu, Mulroo, Nimar et Okaw.

## Histoire

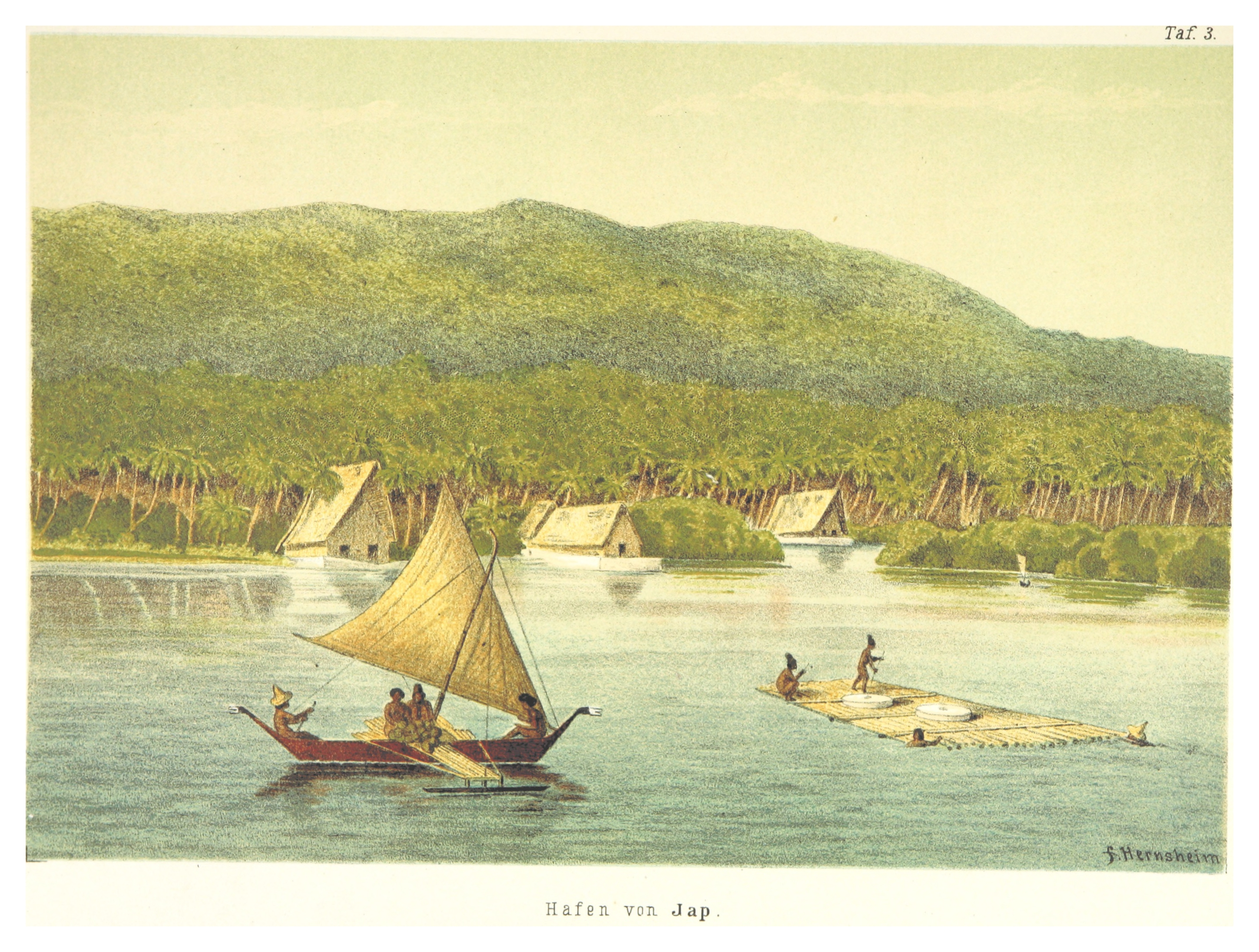
Transport d'une monnaie de pierre sur l'île de Yap (1880).

Au cours de l'époque pré-coloniale, les habitants de Yap ont établi leur domination sur ce que sont maintenant les îles extérieures de l'État de Yap. Les îles de Yap sont abordées pour la première fois par les Européens en 1528, par l'expédition espagnole de Álvaro de Saavedra. Une deuxième expédition espagnole, celle de Ruy López de Villalobos consigne à nouveau sa localisation le 26 janvier 1543. Elle est alors nommée Los Arrecifes (les récifs),,. Le frère augustin Jerónimo de Santisteban, dans le récit du voyage qu'il fait pour le vice-roi de Nouvelle-Espagne, alors qu'il est à Kochi en Inde sur le chemin du retour, rapporte l'instant de la rencontre avec les habitants de Yap. L'expédition de Villalobos y reçoit un accueil tout aussi surprenant que celui qu'elle avait eu précédemment aux îles de Fais : la population locale s'approche des navires dans des canots et salue les marins avec des "Buenos días matelotes!". Ceci constitue une preuve de l'influence de la présence espagnole dans la région à cette époque. L'archipel de Yap est également connu sous les dénominations de Los Garbanzos (les pois chiches) et Gran Carolina (Grande Caroline) sur les cartes espagnoles.
Du XVIIe siècle jusqu'en 1899, Yap est une colonie espagnole au sein de la Capitainerie générale des Philippines. Les Espagnols utilisent l'archipel comme prison pour les personnes capturées au cours de la révolution philippine. Après la défaite contre les États-Unis en 1898 et la perte subséquente des Philippines, l'Espagne vend les îles et ses autres possessions mineures du Pacifique à l'Allemagne.
Yap devient un centre névralgique du réseau naval allemand avant la Première Guerre mondiale et un centre international important pour la télégraphie par câble. L'archipel est occupé par les troupes japonaises en septembre 1914, et transmis à l'empire japonais dans le cadre du Traité de Versailles en 1919 comme territoire sous mandat de la Société des Nations. Les droits commerciaux des États-Unis sur l'île sont fixés par un traité nippo-américain conclu le 11 février 1922.
Durant la Seconde Guerre mondiale, bien que l'île de Yap ne soit pas concernée par la stratégie américaine du saute-mouton, elle est régulièrement bombardée par des navires et avions américains. Les bombardiers japonais basés à Yap ont fait en retour quelques dégâts. La garnison japonaise était composée de 4423 hommes de l'armée de terre sous le commandement du colonel Daihachi Itoh et de 1494 hommes de l'armée navale.
Après la capitulation japonaise d'août 1945, Yap est occupée par les militaires américains. L'archipel et le reste des îles Carolines est placé le 18 juillet 1947 sous mandat de l'ONU et administré dans le cadre du Territoire sous tutelle des îles du Pacifique par les États-Unis jusqu'en 1986. En 1978, à la suite d'un vote en faveur de l'indépendance, les anciens districts de Yap, de Chuuk, de Pohnpei et de Kosrae décident de s'associer. Ils accèdent à l'indépendance le 3 novembre 1986 et forment la nation des États fédérés de Micronésie. En vertu d'un accord de libre association avec les États-Unis, les citoyens micronésiens et les marchandises qu'ils exportent sont autorisés à entrer aux États-Unis avec quelques restrictions. Le Conseil de sécurité des Nations unies ne ratifia la fin de la tutelle que le 22 décembre 1990.
Le programme de volontaires américains du Corps de la Paix est actif à Yap depuis 1966. D'autres organisations à but non lucratif basées aux États-Unis, par exemple Habele, ont une présence continue sur Yap, et visent à réduire les disparités éducatives et les inégalités dans l'accès à l'enseignement.
Les îles Yap ont été touchées en 2007 par l'infection à virus Zika, transmis par la piqûre d'un moustique infecté. Il a provoqué une épidémie en infectant près des trois quarts des habitants. Ce virus spontanément résolutif peut entraîner durant deux à cinq jours de la fièvre, une éruption cutanée, une céphalée et des douleurs articulaires.

## Culture
La culture de Yap est célébrée lors du Yap Day le 1er et le 2 mars. Les mythes et traditions de Yap sont présentées dans un musée dédié, The Yap Living History Museum (YLHM).

### Langue et ethnicité
L'archipel de Yap fut d'abord colonisé par des migrants de la péninsule Malaise, de l'archipel indonésien, de Nouvelle-Guinée et des îles Salomon. Les habitants des autres îles de l'État de Yap sont des descendants de colons mélanésiens ou polynésiens, et à ce titre présentent des différences ethniques importantes avec les gens de Yap. La langue yap appartient aux langues austronésiennes, plus spécifiquement aux langues océaniennes. Un dialecte du yap est pratiqué dans l'île de Yap. Il a pour caractéristique majeure de souligner la voyelle "e".

### Structures sociales

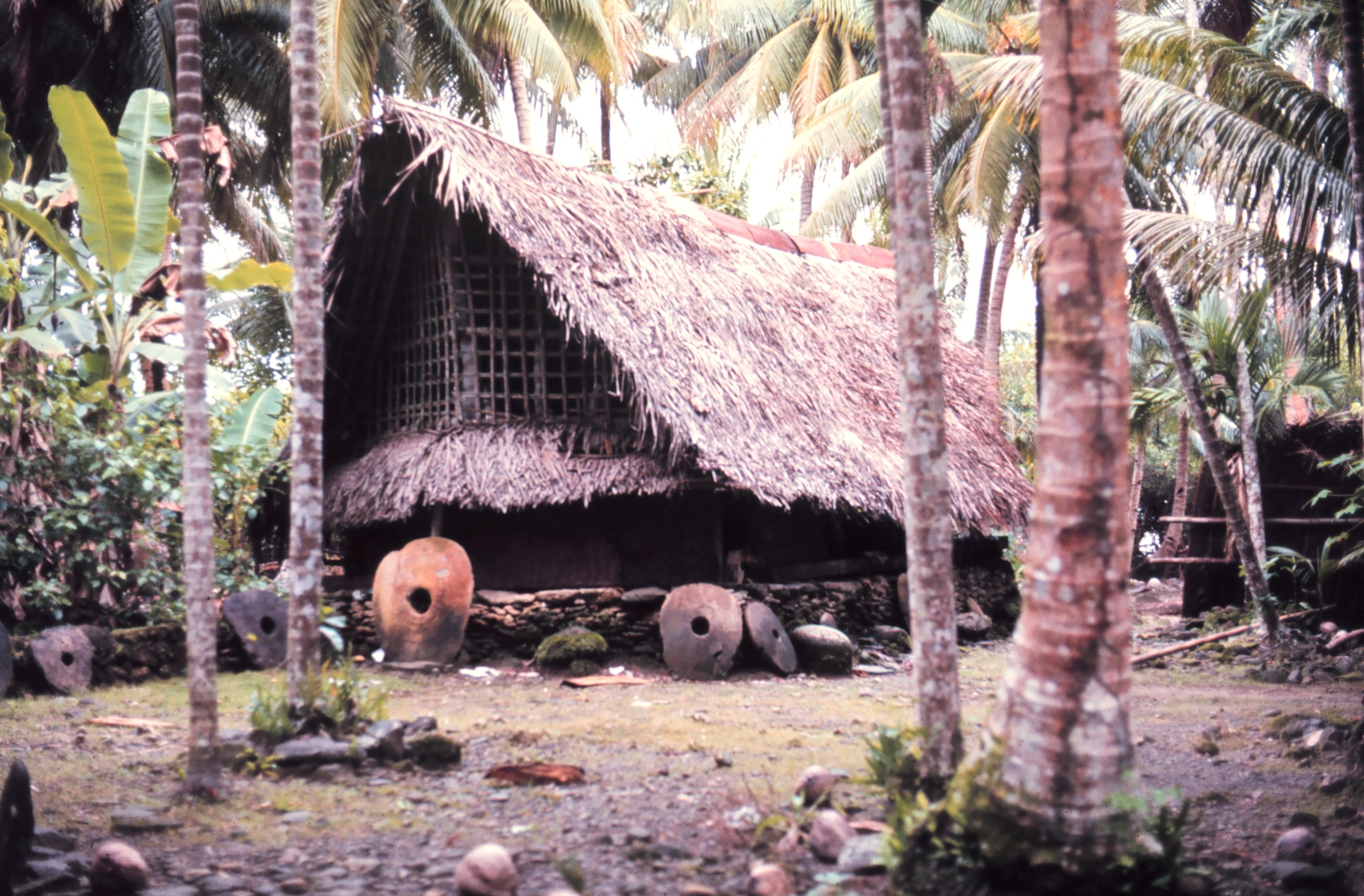
Maison traditionnelle avec plusieurs monnaies de pierre devant indiquant un haut statut. Beaucoup de ces pierres furent extraites à Palaos et transportées par pirogue à balancier sur plus de 450 km.

La société de Yap est basée sur un système de castes très complexe impliquant au moins sept niveaux de rang. Historiquement, le rang de caste de tout un village augmentait ou diminuait par rapport à d'autres villages en fonction de l'issue des conflits inter-villages. Lors du règlement de paix, les villages gagnants montaient en grade alors que les villages perdants devaient accepter une baisse de rang. Souvent, les villages de rang inférieur devaient payer un tribut aux villages de rang supérieur. Des tabous alimentaires pouvaient aussi être imposés aux villages de rang inférieur, par exemple, l'interdiction de la pêche et de la consommation des meilleurs poissons et crustacés. Au sein du village, chaque famille possédait son propre rang comparativement aux autres.
Jusqu'à l'arrivée des colonisateurs allemands, le système de classement des castes était fluide et le rang des villages et des familles changeait en fonction des intrigues et des affrontements inter-villages. À la fin du XIXe siècle, cependant, l'administration coloniale allemande « pacifie » Yap et interdit les conflits violents. Le classement de caste de chaque village, encore respecté aujourd'hui, est donc resté le même depuis qu'il a été gelé par les Allemands. Les trois villages avec le plus haut rang sont Teb, Gachpar et Ngolog. Le village de Teb dans la municipalité de Tomil est le plus élevé des trois.

### Bâtiments

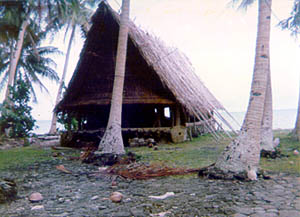
Maison des Hommes de Rull.

Il existe trois types de bâtiments traditionnels sur Yap. Le « tabnuw » est une maison de famille avec un toit de chaume tissé (feuilles de palmiers séchées). À l'intérieur, il y a une chambre ouverte, sans toilettes. La cuisine est une structure distincte en dehors des maisons de la famille.
Le faluw est la « maison des hommes ». Cette maison de réunion était utilisée pour la planification des stratégies de guerre, les rites de passage des jeunes hommes et d'autres aspects importants de la vie sociale. Certains de ces aspects sont encore actifs actuellement. Avant la Première Guerre mondiale, des femmes étaient enlevées et emmenées au faluw. Il était considéré comme un honneur d'avoir été choisi car seules les plus belles étaient prises. La résidente des lieux était appelée mispil (femme résidente) de la faluw. Progressivement, la culture de l'île a été influencée par le point de vue du reste du monde sur la prostitution et cette pratique a pris fin. Il y a beaucoup de maisons des hommes où les femmes sont autorisées à entrer après en avoir demandé l'autorisation.
Le plus grand des trois types de bâtiments traditionnels est le pebay. C'est un lieu à l'usage de la communauté où se tient l'école, des spectacles de danse ou des réunions. Comme avec tous les bâtiments sur Yap, il est nécessaire d'obtenir la permission avant d'entrer.

### Navigation
Les gens de l'archipel de Yap et des autres îles de l'État de Yap étaient parmi les navigateurs les plus renommés du Pacifique. Ils voyageaient sur des centaines de kilomètres sur des pirogues à balancier, sans l'aide d'une boussole, en se servant d'un système de 32 étoiles, de la direction de la houle et d'autres techniques micronésiennes et polynésiennes de navigation pour se guider. Cette connaissance, inculquée dès le plus jeune âge et jalousement gardée, conférait aux marins un haut statut. Ils étaient astreints à vivre selon des tabous et des rituels magiques. La maîtrise de la navigation permit aux habitants de Yap, avant l'arrivée des Européens, de constituer un empire s'étendant sur l'ensemble de l'actuel État de Yap. Il existait à cette époque six types d'embarcations adaptées à des besoins différents.
La construction d'une pirogue à balancier était un acte entouré de rituels et de magie qui débutait par le choix d'un acajou ou d'un arbre à pain. Il était déraciné et non pas coupé pour éviter les fissures. Le tronc était ensuite halé sur la plage et creusé avec des pierres, des coquillages ou à l'herminette de métal. De la sève d'arbre à pain et des fibres de coco pour faire des cordes étaient utilisées pour coller et lier les différentes parties de la coque et fixer le balancier. Celui-ci était fabriqué avec du bambou, de l'arbre à pain et de la corde de fibres de noix de coco. La voile tissée par les femmes à partir de feuilles de Pandanus était ensuite fixée au mat de bambou et la coque peinte. Le bateau était ensuite mis à l'eau et la voile carguée au cours de danses et de cérémonies. L'art de la fabrication de ces embarcations est encore pratiqué à Yap et plus encore dans les îles extérieures de l'État de Yap, bien que les rituels magiques et les rites d'initiations aient été oubliés.

### Tatouage
Le corps de beaucoup d'habitants de l'archipel est décoré de tatouages imbriqués. Il en existe trois types (Yol, Gachow et Salbachag) pour désigner le statut, l'expertise dans le combat et les goûts personnels du tatoué. Le tatouage intégral du corps est de plus en plus rare.

### Danse
La danse ou Churu est une des formes d'art les plus évoluées de l'archipel. Il en existe quatre principaux types : la danse « assise », la danse « debout », la danse « marchée » et la danse au « bambou ». Traditionnellement, les danses sont séparées par sexe, mais depuis quelques années les danses au "bambou" sont réalisées conjointement. L'apprentissage de la danse se fait depuis le plus jeune âge, demande beaucoup d'entraînement et la qualité des prestations est rigoureusement contrôlée. Les danses les plus exigeantes physiquement — la danse debout et la danse au bambou — sont réservés aux jeunes gens. Les danseurs sont habillés de jupes multicolores d'hibiscus, de coiffures ornementées, et couvrent leur corps de fleurs, d'huile de coco et de poudre de curcuma jaune. La danse prend la forme d'une narration relatant des histoires de canoës, de conquêtes ou des évènements religieux. Il existe souvent un double-sens. La danse masculine Gaslew est érotique et n'est pas censée être vue par les femmes. La danse Tayor est exécutée par les femmes lors de célébrations inter-villages nommées Guywol. Pendant la danse, les femmes peuvent demander tous ce qu'elles veulent dans le village hôte, qui est tenu de le fournir généreusement. Cela peut être de l'argent, de la nourriture, un canot.

### Monnaie de pierre

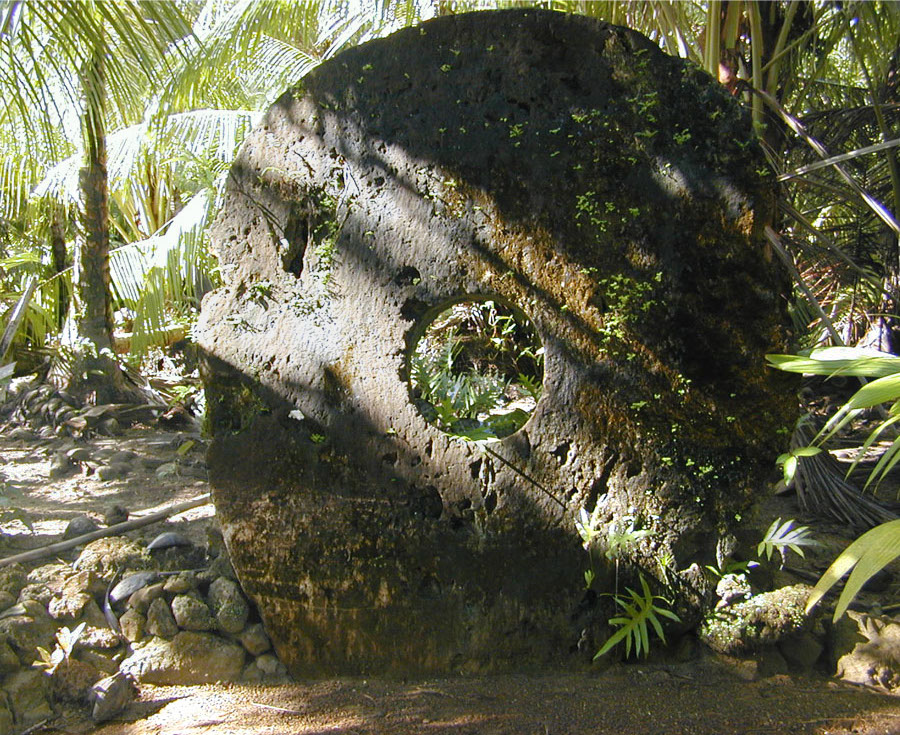
Un exemple de monnaie de pierre d'environ 2.45 m de haut localisé dans le village de Gachpar.

Les îles de l'archipel de Yap utilisent encore une monnaie de pierre nommée Rai pour certaines transactions. Il prend la forme d'un grand disque de pierre généralement en calcite qui peut atteindre 4 m de diamètre, même si beaucoup sont plus petits et peuvent ne mesurer que 3,5 cm de diamètre. La plupart d'entre elles a été amené depuis d'autres îles, la Nouvelle-Guinée par exemple, mais le plus grand nombre a été taillé à Palaos. Leur valeur est basée sur la taille de la pierre et sur son histoire. Anciennement, la brillance de la pierre était également prise en compte. Les pierres sont devenues une monnaie ayant cours légal et étaient même obligatoires dans certains paiements.
La valeur des pierres a été maintenue élevée en raison de la difficulté et des risques impliqués dans leur obtention. Pour en avoir, les habitants de Yap devaient naviguer vers des îles lointaines et traiter avec les habitants locaux parfois hostiles. Une fois extraits, les disques étaient transportés à Yap sur des radeaux remorqués derrière des pirogues à voiles. La rareté des disques ainsi que l'effort et les périls nécessaires pour les obtenir les rendent précieux aux gens de Yap.
En 1874, un capitaine de la marine marchande irlandaise nommé David O'Keefe eut l'idée d'importer des cargaisons de grosses pierres de Palaos pour les échanger avec les gens de Yap contre des concombres de mer et du coprah. Le film Le Roi des îles de 1954 montre Burt Lancaster dans le rôle du capitaine. Bien que certaines des pierres de O'Keefe sont plus grandes que les pierres transportées par pirogue, elles ont moins de valeur que les pierres antérieures en raison de la relative facilité avec laquelle elles ont été obtenues.
Comme aucune nouvelle pierre n'est produite ou importée, la masse monétaire est fixe. Les insulaires savent qui possède quelles pièces mais ils ne les déplacent pas forcément en cas de changement de propriété. Leur taille et leur poids - les plus grandes exigent 20 hommes adultes pour les transporter - est un frein à ces mouvements. Même si aujourd'hui le dollar des États-Unis est la monnaie utilisée pour les transactions quotidiennes à Yap, les disques de pierre sont encore employés lors d'échanges traditionnels ou de cérémonie. Les disques de pierre peuvent changer de propriétaire pendant les mariages, les transferts de titre foncier, ou de compensation pour les dommages subis par la partie lésée.

### Monnaies de coquillage
Le gaw est un collier de coquillages et de dents de cétacés très apprécié et réservé aux chefs. Selon une légende, les premiers colliers ont été ramenés sur l'archipel par Angumang qui les découvre lors d'un voyage à l'île Udot dans le lagon des îles Truk. Des femmes les arborent à leur taille lors d'une danse. Subjugué par leur beauté, il en dérobe neuf de la cachette où ces femmes les entreposent. Le vol est découvert dans la matinée par les hommes de l'île qui soupçonnent immédiatement les étrangers prêts au départ. Angumang et ses hommes d'équipage proclament leur innocence. La fouille minutieuse de la pirogue se révèle sans résultat, ils sont donc libérés. Astucieusement, les colliers volés ont été cachés dans des pièces de bambou creuses du bateau. De retour aux îles de Yap, Angumang raconte que les hommes de l'île d'Udot lui ont fait cadeau des colliers.
Le yar est un autre type de monnaie utilisé dans l'archipel. Il s'agit de valves de coquillages. Il en existe quatre types définis selon leur origine. Un type vient de Palaos, un autre des Philippines ou de l'Indonésie, un troisième d'un récif de corail immergé nommé Seepin et situé à 56 km au nord de l'archipel de Yap, le quatrième est indigène à l'archipel. Les différents coquillages sont distingués selon la coloration de l'intérieur des coquilles. Certains sont conservés entiers, d'autres sont couplés à la façon de coquilles d'huître, assemblés sur des cordes de fibres de noix de coco ou bien encore taillés et attachés à des manches de bois décorés. Les normes régissant l'échange des monnaies de coquillage se transmettent de génération en génération. Cette monnaie est employée lors d'évènements importants tels que ceux déjà mentionnés pour la monnaie de pierre, mais aussi pour le paiement des médecines locales.

### Relations avec les autres îles
Le sawëy est un système de relations hiérarchiques entre les îles de Yap et les îles extérieures de Yap, dans les États fédérés de Micronésie dans la partie occidentale de l'océan Pacifique. Il a fonctionné pendant cinq siècles avant que les colons allemands puis japonais n'interdisent les voyages inter-îles. Bien que les yapais n'aient eu qu'une hégémonie réelle très limitée sur ces îles, ce système fournissait des avantages appréciables pour l'ensemble des partis,.

## Économie

Carte figurant les pistes de l'aéroport et les routes et sentiers parcourant les îles Yap.

Pendant l'occupation japonaise, 4 000 tonnes métriques de minerai de cuivre, contenant en moyenne 5,2 % de cuivre, ont été extraites près d'Onean et de Gatjapar sur l'île de Gagil-Tomil et à Talangith sur l'île de Maap. Environ 12700 tonnes métriques de latérite riche en nickel, contenant en moyenne 0,7 % de nickel et 44 % de fer, ont été extraites d'une mine à ciel ouvert à Gatjapar. Des teneurs en or jusqu'à environ 4 grammes par tonne ont été déterminées dans les veines et brèches de quartz épithermales et dans les roches hydrothermales d'oxyde de fer/silice sur Maap et sur les îles Gagil-Tamil.
L'aéroport international de Yap, situé au centre de l'île de Yap, est le principal lien économique de l'archipel avec l'extérieur. L'activité est essentiellement tournée vers la pêche et le tourisme, notamment à travers la plongée sous-marine et la découverte des raies manta. The Yap Living History Museum offre une présentation des mythes et traditions de l'archipel de Yap. Huit hôtels permettent l'accueil des touristes,. En janvier 2012, le groupe chinois Exhibition and Travel Group a signé un accord avec le gouvernement insulaire pour la création d'un vaste complexe touristique (4 000 chambres, casino, agrandissement de l'aéroport). Le projet est soutenu par le Président de la Fédération Manny Mori, mais se heurte à une opposition du président de l'Assemblée législative de Yap, Henry Falan qui craint une destruction de l'environnement (récifs coralliens, mangroves).

## Sport
Les Jeux de la Micronésie de 2018 se sont déroulés sur les îles Yap.